# アンドレア・ドルーズ
アンドレア・ドルーズ（Andrea Drews、1993年12月25日 - ）は、アメリカ合衆国の女子バレーボール選手である。アメリカ合衆国代表。

## 来歴
2012年、パデュー大学に進学する。2017年にアメリカ代表に初選出される。同年のワールドグランプリで代表デビューを果たすと、グラチャンではレギュラーに抜擢され銅メダルを獲得した。2019年のネーションズリーグでは大会2連覇に大きく貢献し、自身もMVPに選ばれた。同年9月のワールドカップにおいて銀メダルを獲得し、自身もベストオポジット賞を受賞した。
2019年9月19日、V.LEAGUE DIVISION1（V1リーグ）のJTマーヴェラスへの入団が発表された。2019-20 V.LEAGUE DIVISION1で9年ぶりの優勝に大きく貢献し、ドルーズは、MVP、ベスト6、ベストサーバーを受賞した。2020-21シーズンも、V1リーグでJTの連覇に貢献しベスト6に輝くと、2年ぶりに開催されたネーションズリーグでもアメリカ代表の3連覇に貢献。そして、東京オリンピックに出場し、アメリカ代表の金メダルに貢献した。2021-22シーズンは、V1リーグでチーム3連覇は準優勝で逃したが、敢闘賞とベスト6を受賞した。
2022年5月31日をもってJTマーヴェラスを退団した。
2022-23シーズンは、2022年いっぱいはどのチームにも所属せず、2023年1月よりイタリア・セリエA1のMegabox Vallefogliaに入団し、プレーの場を再度イタリアに移した。
2023年、2シーズンぶりにJTマーヴェラスに復帰した。2023-24シーズン、チームの準優勝に貢献し、サーブ賞とベスト6を受賞した。シーズン終了後、退団が発表された。
2024年3月、2024-25シーズンのリーグ・ワン・バレーボールとの契約が、5月にマディソン所属となることが発表された。

## 球歴
- アメリカ代表
  - オリンピック - 2021年、2024年
  - 世界選手権 - 2022年
  - ワールドカップ - 2019年
  - グラチャン - 2017年
  - ワールドグランプリ - 2017年
  - ネーションズリーグ - 2018年、2019年、2021年、2022年

## 受賞歴
- 2019年 - ネーションズリーグ MVP
- 2019年 - ワールドカップ ベストオポジット賞
- 2020年 - 2019-20 V.LEAGUE DIVISION1 WOMEN MVP、ベスト6、サーブ賞
- 2021年 - 2020-21 V.LEAGUE DIVISION1 WOMEN ベスト6
- 2022年 - 2021-22 V.LEAGUE DIVISION1 WOMEN 敢闘賞、ベスト6
- 2024年 - 2023-24 V.LEAGUE DIVISION1 WOMEN サーブ賞、ベスト6

## 所属クラブ
- パデュー大学（2012-2015年）
- Indias de Mayagüez（2016年）
- Criollas de Caguas（2017年）
- SAB Volley（2017年）
- カザルマッジョーレ（2018年）
- Beylikdüzü Voleybol İhtisas SK（2018-2019年）
- JTマーヴェラス（2019-2022年）
- メガボックス・ヴァッレフォリア（2022-2023年）
- JTマーヴェラス（2023-2024年）
- LOVBマディソン（2024年-）